# Andrée A. Michaud
Andrée A. Michaud (Saint Sébastien-de Frontenac - Quebec, 12 de noviembre de 1957) es una novelista canadiense autora de varias novelas negras. 

## Biografía
Licenciada en Filosofía, Cine y Lingüística por la Universidad Laval; tiene además una maestría en estudios literarios por la Universidad de Quebec en Montreal. 
Más que por sus novelas psicológicas, es conocida por sus novelas policíacas por las que ha recibido diversos reconocimientos tanto en su país natal como en Francia. De hecho, con dos de ellas ganó el premio del Gobernador General: en 2001 por Le Ravissement y, en 2015, para Bondrée. Este último título también le valió el premio Saint-Pacôme para novela negra en 2014, el premio Arthur-Ellis para novela negra en francés en 2015, y de novela negra SNCF en 2019, además del premio Rivages a la mejor novela policíaca. Michaud recibió además en 2007 el Premio Ringuet por Mirror Lake, una novela policíaca adaptada al cine en 2013, por Érik Canuel, bajo el título Lac Mystère. 
Además de su trabajo como escritora, también ejerce la profesión de editora. 

## Obra

### Novelas
- La Femme de Sath (en francés). Montréal, (Québec), Canadá: Éditions Québec Amérique. 1987. p. 152. ISBN 978-2-89037-330-3.
- Portraits d'après modèles (en francés). Montréal, (Québec), Canadá: Leméac Éditeur. 1991. p. 157. ISBN 978-2-7609-3140-4.
- Alias Charlie (en francés). Montréal, (Québec), Canadá: Leméac Éditeur. 1994. p. 151. ISBN 978-2-7609-3161-9.
- Les Derniers Jours de Noah Eisenbaum (en francés). Québec, (Québec), Canadá: Les L'instant même. 1998. p. 138. ISBN 978-2-89502-108-7.
- Le Ravissement (en francés). Québec, (Québec), Canadá: Les L'instant même. 2001. p. 213. ISBN 978-2-89502-175-9.
- Le Pendu de Trempes (en francés). Montréal, (Québec), Canadá: Les Éditions Québec Amérique. 2004. p. 225. ISBN 978-2-7644-0376-1.
- Mirror Lake (en francés). Montréal, (Québec), Canadá: Les Éditions Québec Amérique. 2006. p. 344. ISBN 978-2-7644-0510-9.
- Lazy Bird (en francés). Paris: Éditions du Seuil. 2010. ISBN 978-2-02-102299-5.
- Rivière Tremblante (en francés). Montréal, (Québec), Canadá: Les Éditions Québec Amérique. 2011. p. 361. ISBN 978-2-7644-0952-7.
- Bondrée (en francés). Montréal, (Québec), Canadá: Les Éditions Québec Amérique. 2013. p. 304. ISBN 978-2-7644-2505-3.
- Routes secondaires (en francés). Montréal, (Québec), Canadá: Les Éditions Québec Amérique. 2017. p. 242. ISBN 978-2-7644-3227-3.
- Tempêtes (en francés). Montréal, (Québec), Canadá: Les Éditions Québec Amérique. 2019. p. 360. ISBN 978-2-7644-3863-3.

#### Traducciones
- Bondrée, traducción al inglés   : Límite, traducción de Donald Winkler, Harpenden, [Inglaterra]: No Exit Press, 2017, 319 p.
- Bondrée. La frontera del bosque, traducción al español desde el francés por Alicia Martorell, Alianza [España], 2019, 335 p. ISBN. 978-84-9181-403-0.[5]

### Teatro
- La petite eligió (1997), una obra producida por la compañía de teatro de Quebec Recto-Verso
- Un paysage / Eine Landschaft / A Landscape (2000), después de Heiner Müller ; pieza producida por la compañía teatral Recto-Verso de Quebec

### Otras publicaciones
- Projections (en francés). Montréal, (Québec), Canadá: Les Éditions J'ai vu. 2003. p. 64. ISBN 978-2-922763-08-9.

## Filmografía

### Adaptación cinematográfica
- 2013: Lac Mystère, película de Quebec dirigida por Érik Canuel, adaptación de la novela Mirror Lake, con Maxim Gaudette y Laurent Lucas

## Premios y reconocimientos
- 2001: Premio del Gobernador General por Le Ravissement[3]
- 2001: Premio literario para estudiantes de secundaria para Le Ravissement
- 2007: Premio Ringuet para Mirror Lake
- 2009: Finalista en el Premio Saint-Pacôme de novela de detectives para Lazy Bird
- 2014: Novela de detectives de Saint-Pacôme para Bondrée
- 2014: Premio del Gobernador General para Bondrée[4]
- 2015: Premio Arthur-Ellis para Bondrée [6]
- 2017: Premio de los lectores de Quais du polar / 20 minutos para Bondrée [7]
- 2019: Premio de la novela de suspense SNCF 2019 para Bondrée
- Premio Rivages a la mejor novela policíaca por Bondrée[4]